# Bildstock
Un Bildstock désigne en Allemagne occidentale, en Autriche, en Moselle germanophone et en Alsace une sculpture religieuse située aussi bien en bordure de chemin qu'en façade d'édifices (y compris civils comme les lavoirs).
C'est une sorte d'oratoire, le plus souvent composé d'un socle supportant un fût coiffé d'un édicule cubique comportant quatre niches dans lesquelles sont sculptés des saints avec leurs attributs, le tout parfois surmonté d'une croix. Le Bildstock peut aussi avoir la forme d'une petite chapelle cubique surmontée d'un toit.
Le mot borne-potale est utilisé en Belgique pour des petits monuments similaires.

## Description
Le terme a été proposé pour la première fois par E. Kieffer en 1934. Il reprenait un terme d’origine allemande à savoir une image (bild) sur un bâton (stock), pour une croix de chemin tout à fait particulière, destinée à être vue sur quatre, voire trois côtés. Aux XVe et XVIe siècles, le fût, lorsqu'il est conservé, nous indique la profession du commanditaire par un attribut professionnel alors qu'au début du XVIIe siècle la dédicace est le plus souvent écrite.
Les donateurs se sont le plus souvent engagés à la construction de ces petits monuments, par vœux, afin d'échapper à la peste qui sévissait à l’époque ; mais aussi, en Lorraine, aux affres de la guerre toute proche.
Ces monuments historiés sur deux, trois, mais le plus souvent quatre faces, ont un état d'esprit particulier qui existait au Moyen Âge, utiliser les saints comme intercesseurs pour solliciter le Christ. On peut alors y voir le saint patron du commanditaire, de son épouse et le patron de la paroisse entre autres. Le contexte du Bildstock est donc philosophique : représenter le Christ parmi ses saints. 
Ces croix de chemin sont donc à différencier des calvaires qui ont toujours le même thème de représentation, la scène du Golgotha, ou les simples crucifix qui ont leur propre définition. 

## Galerie

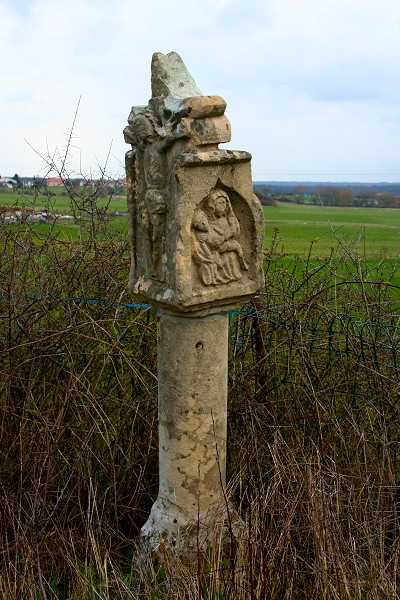
Bildstock de 1642 à Œutrange (Moselle).
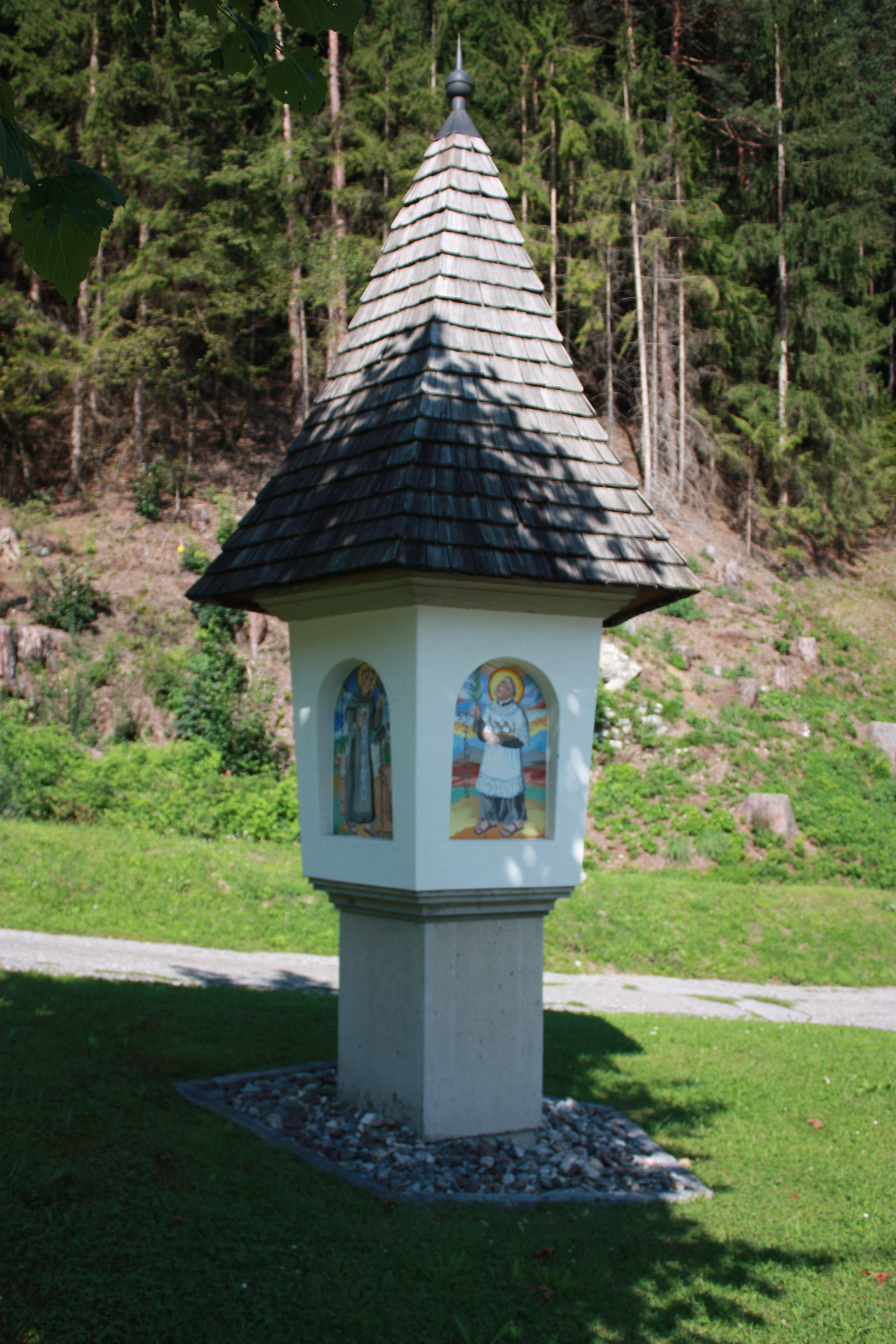
Bildstock de Weißenstein (Carinthie).
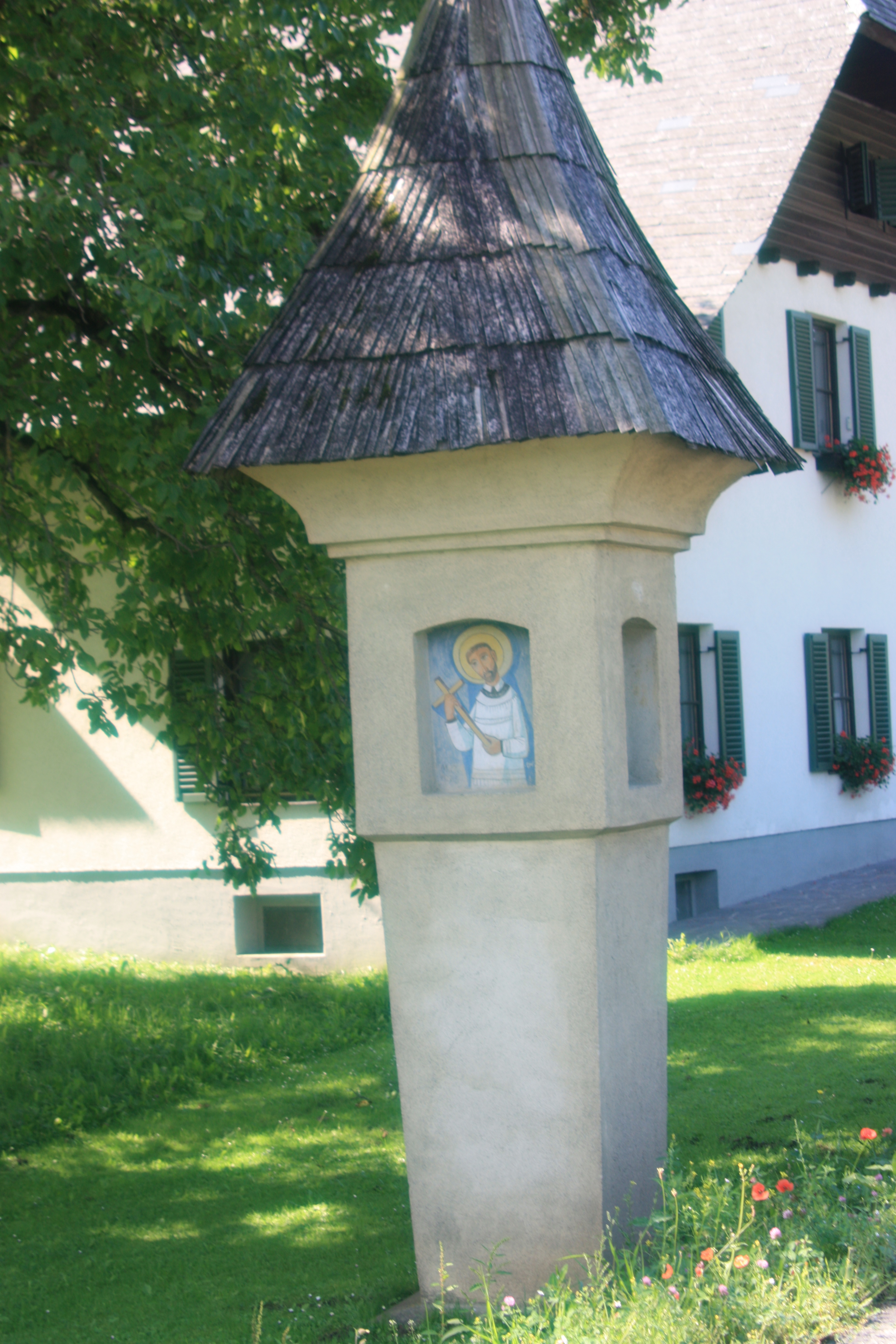
Bildstock de Gutschen (Carinthie).
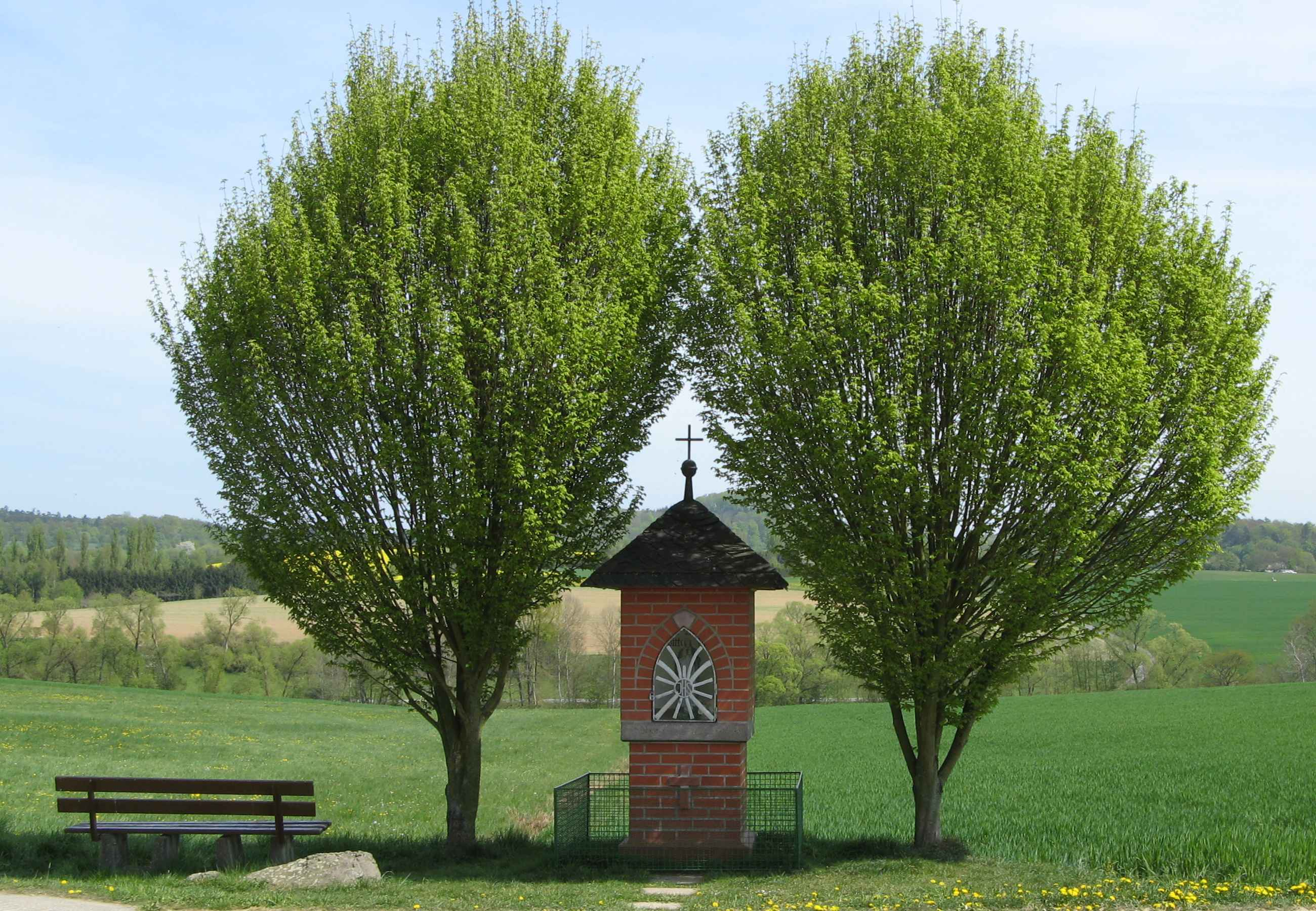
Bildstock de Lahr (municipalité de Waldbrunn).
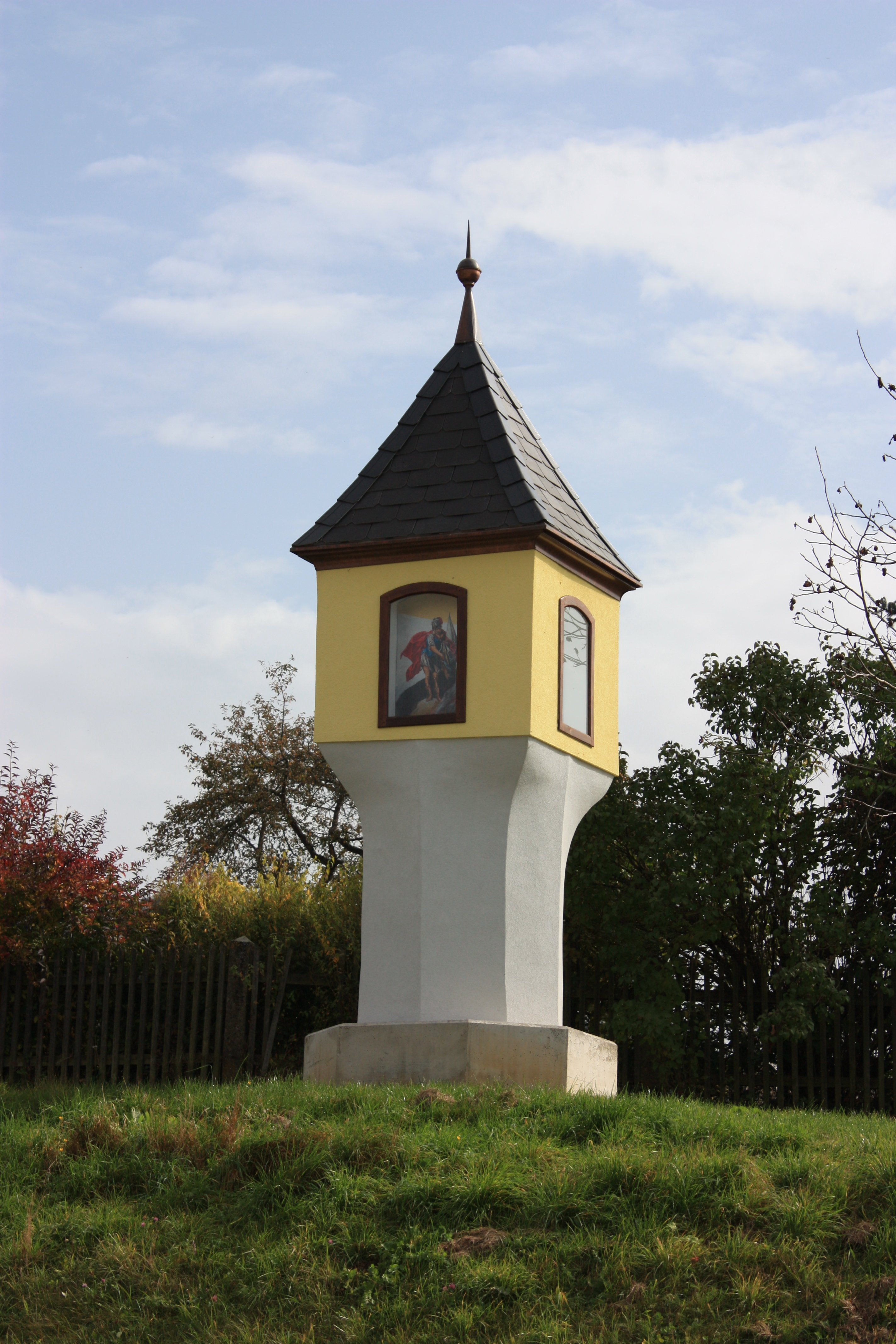
Bildstock de Gösseling (Carinthie).
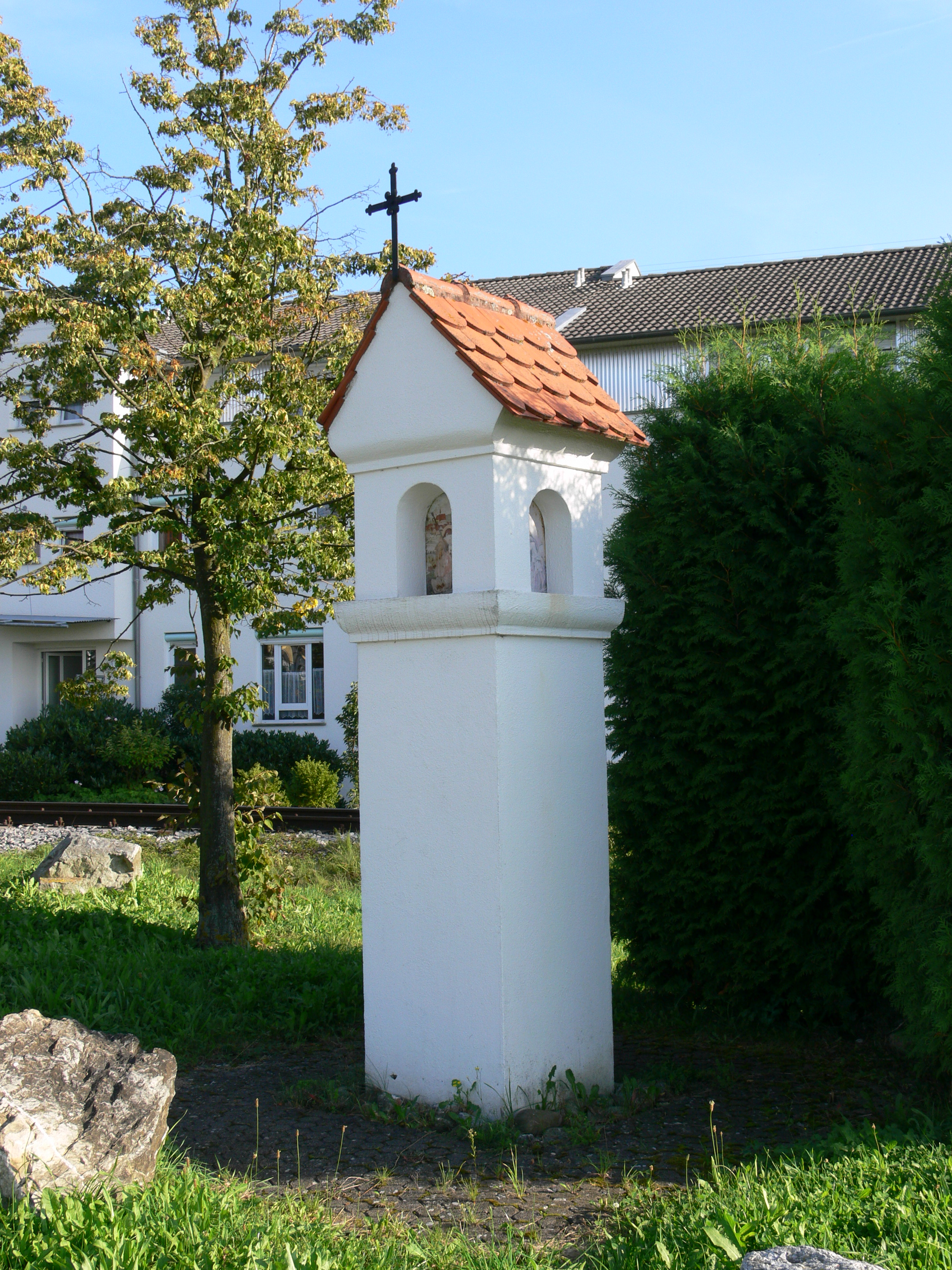
Bildstock du XIXe siècle à Baienfurt, dans la région de Ratisbonne.
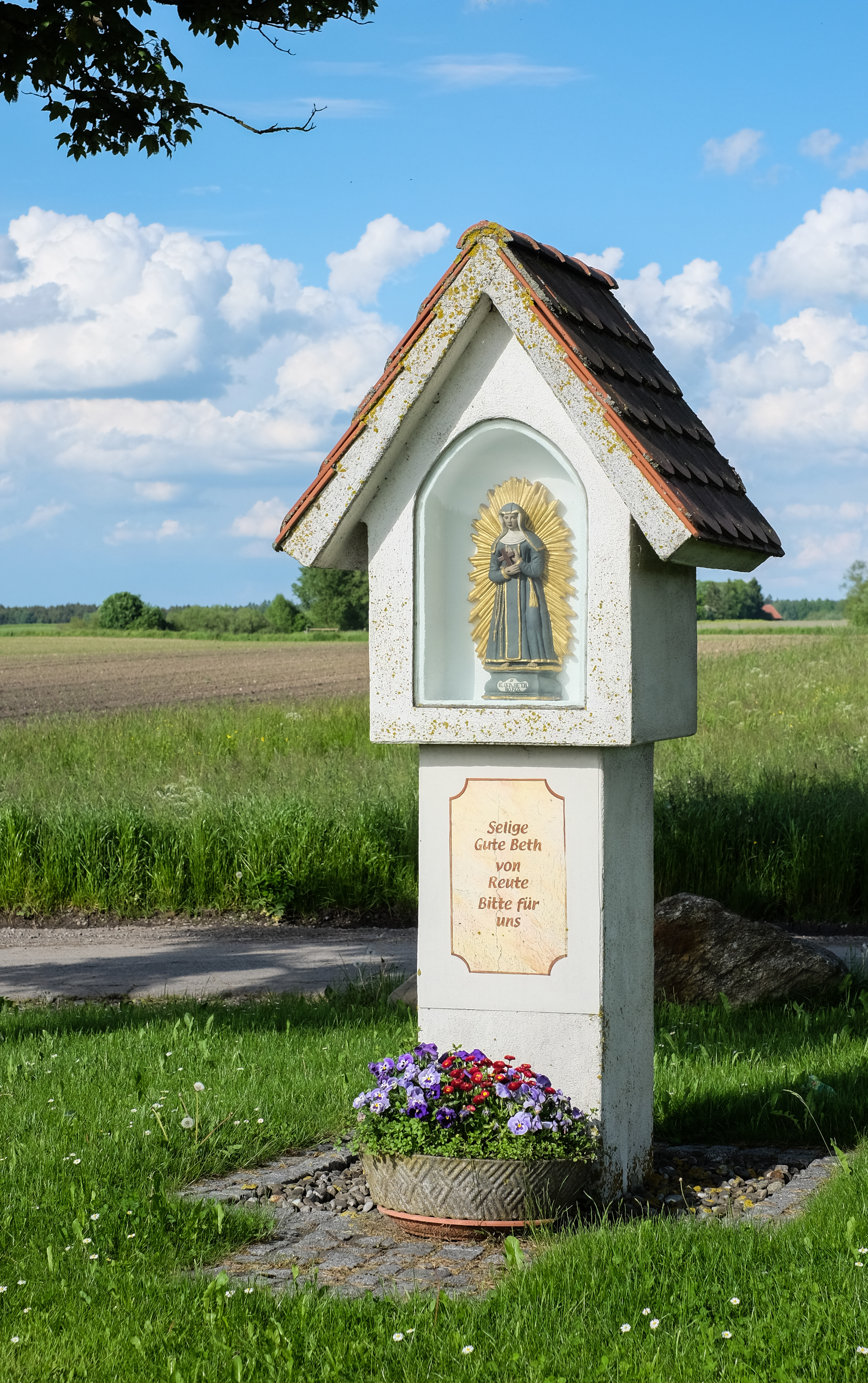
Bildstock de sainte Élisabeth Achler à Reute (Bad Walsee).
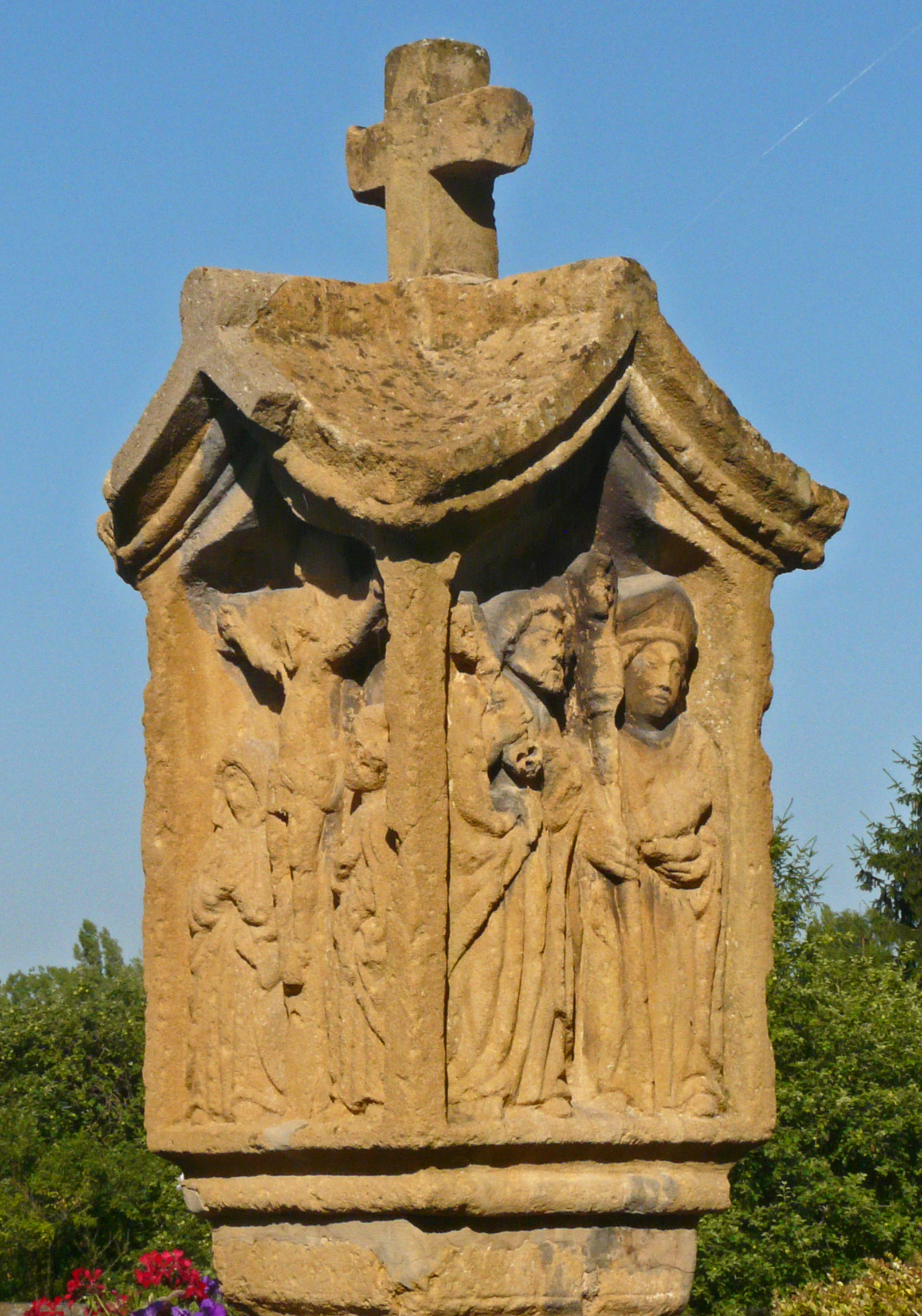
Un bildstock du XVIe siècle à Basse-Ham.
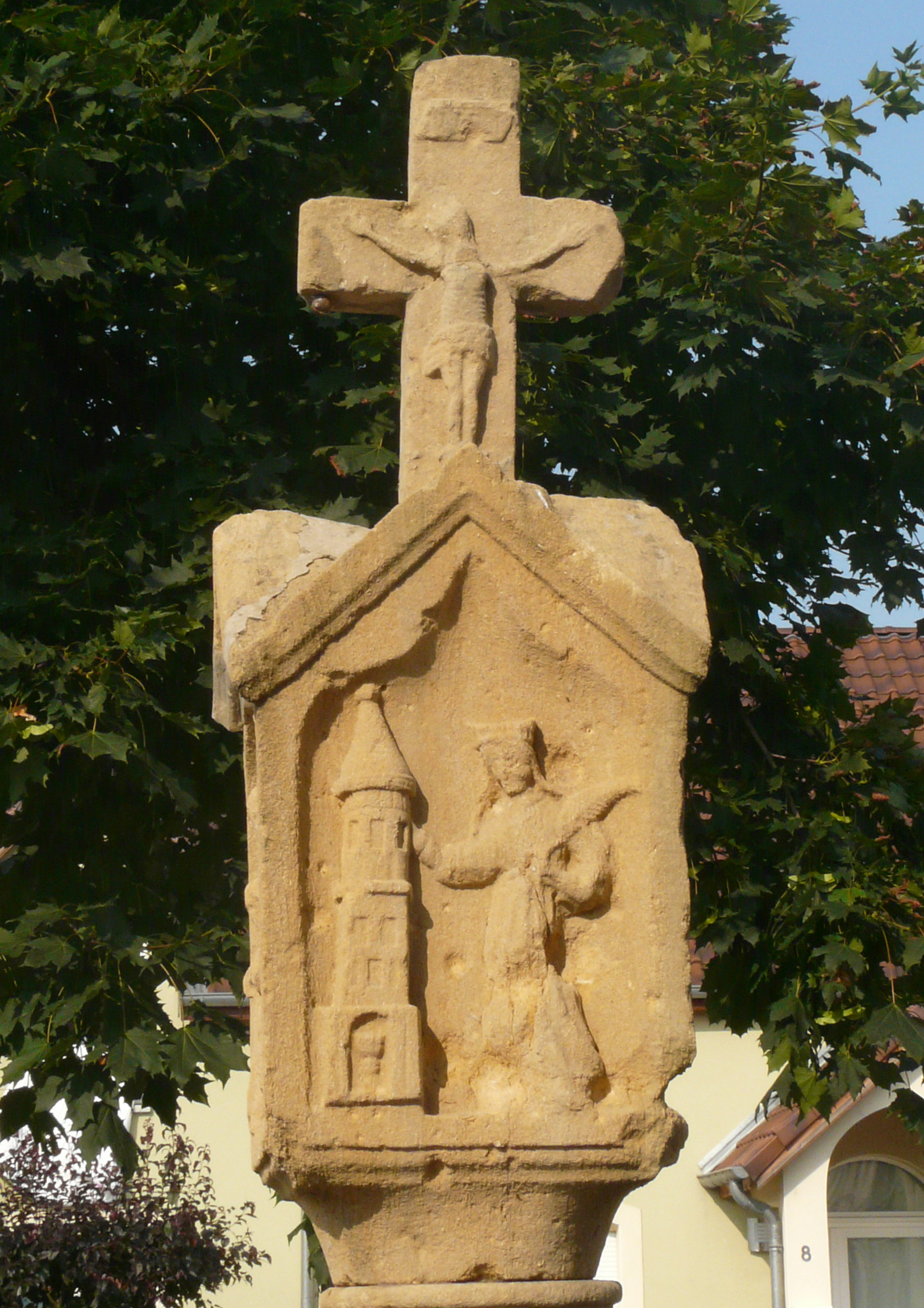
Sainte Barbe sur un bildstock de Yutz.